# 鴨子舗駅
鴨子鋪駅（おうしほえき）は、中華人民共和国湖南省長沙市開福区にある5号線の駅である。

## 駅構造
- 1号線：島式ホーム1面

## 駅周辺
- 朝正垸
- 月湖大市場
- 長沙市公共衛生中心
- 湖南省血液中心
- 馬欄山視頻文創産業園